# Festival international du film du Cameroun
CAMIFF ou le Festival international du film du Cameroun (Cameroon International Film Festival) est une cérémonie de récompense des films et cinéastes africains.

## Historique
Le CAMIFF se tient chaque année depuis 2016, ils regroupent des cinéastes camerounais et africains, organisés en panels, durant six jours, autour de thèmes cinématographiques et des grandes soirées de remise de récompenses à sept personnes choisies parmi douze présélectionnées. Les récompenses concernent sept catégories du cinéma : meilleur long métrage, meilleur court métrage, meilleur documentaire ; meilleur acteur ; meilleure actrice ; meilleur réalisateur ; meilleur scénario décernées par un comité de jury international.
Le festival est parrainé par Ramsey Nouah et Solange Yijika.
La deuxième cérémonie (en 2017) a connu la présence du ministre des Arts et de la Culture Narcisse Mouelle Kombi, Ramsey Nouah et Ruth Nkweti.
La troisième édition s'est tenue du 23 au 28 avril 2018.
La quatrième édition a été reportée à plusieurs reprises. Tout d'abord en 2019, l'édition prévue du 22 au 27 avril à Buéa est annulée en raison de l'escalade de la crise anglophone. Puis en 2020, un nouveau report a lieu pour avril 2021, à cause de la pandémie de Covid-19. La prochaine édition est censée se dérouler en avril 2022.

## Prix et récompenses
- Meilleur long métrage
- Meilleur court métrage
- Meilleur documentaire
- Meilleur acteur
- Meilleure actrice
- Meilleur réalisateur
- Meilleur scénario

## Palmarès

### Deuxième édition (2017)
| 2017                       | 2017                  |
| -------------------------- | --------------------- |
| Meilleur long métrage      | Overnight Flight      |
| Meilleur court métrage     | Enemy of Time         |
| Meilleur film documentaire | Afrique               |
| Meilleur film camerounais  | Kiss of Death         |
| Meilleur acteur            | Ntamack Theyry Roland |
| Meilleure actrice          | Laura Onyama          |
| Meilleur réalisateur       | George Tiller         |

## Critiques
En 2016, lors de la première éditions du CAMIFF, Ramsey Nouah fait l'objet de critiques dans les médias à cause de sa tenue. Le lendemain, il se range en portant des tenues plus appropriées,.